# FA Cup 1876-77
Football Association Challenge Cup 1876-77 var den sjette udgave af Football Association Challenge Cup, nu til dags bedre kendt som FA Cup. 37 klubber var tilmeldt turneringen, der blev afviklet som en cupturnering. Otte af klubberne trak sig imidlertid inden deres første kamp, så turneringen fik reelt deltagelse af 29 klubber. Den første kamp blev spillet den 14. oktober 1876, og finale blev afviklet den 24. marts 1877 på Kennington Oval i London, hvor Wanderers FC vandt 2-1 over Oxford University AFC. Det var Wanderers FC's fjerde FA Cup-triumf.

## Resultater

### Første runde
Første runde blev spillet i perioden 14. oktober – 11. november 1876 og havde deltagelse af alle 36 hold, idet Queen's Park FC var oversidder på grund af det ulige antal hold.
| Dato   | Kamp                                       | Res. | Tilskuere |
| ------ | ------------------------------------------ | ---- | --------- |
| 14.10. | Pilgrims FC – Ramblers FC                  | 4–1  | 700       |
| 28.10. | Upton Park FC – Leyton FC                  | 7–0  | 1.357     |
| 4.11.  | Forest School – Gresham FC                 | 4–1  | 500       |
| 4.11.  | Hertfordshire Rangers FC – Marlow FC       | 1–2  | 700       |
| 4.11.  | Rochester FC – Highbury Union FC           | 5–0  | 706       |
| 4.11.  | Royal Engineers AFC – Old Harrovian AFC    | 2–1  | 2.279     |
| 4.11.  | South Norwood FC – Saxons FC               | 4–1  | 800       |
| 4.11.  | Swifts FC – Reading Hornets FC             | 2–0  | 948       |
| 8.11.  | Panthers FC – Wood Grange FC               | 3–0  | 500       |
| 11.11. | 105th Regiment FC – 1st Surrey Rifles      | 3–0  | 500       |
| 11.11. | Clapham Rovers FC – Reigate Priory FC      | 5–0  | 2.830     |
| –      | Barnes FC – Old Etonians FC                | w.o. |           |
| –      | Cambridge University AFC – High Wycombe FC | w.o. |           |
| –      | Oxford University AFC – Old Salopians FC   | w.o. |           |
| –      | Sheffield FC – Trojans FC                  | w.o. |           |
| –      | Shropshire Wanderers FC – Druids FC        | w.o. |           |
| –      | Southall FC – Old Wykehamists FC           | w.o. |           |
| –      | Wanderers FC – Saffron Walden Town FC      | w.o. |           |

### Anden runde
Anden runde blev spillet den 29. november – 16. december 1876 og havde deltagelse af de 19 hold, der var gået videre fra første runde. På grund af det ulige antal deltagere var Queen's Park FC oversidder og gik dermed videre til tredje runde uden kamp.
| Dato   | Kamp                                          | Res. | Tilskuere |
| ------ | --------------------------------------------- | ---- | --------- |
| 29.11. | Marlow FC – Forest School                     | 1–0  | 1.045     |
| 2.12.  | South Norwood FC – Sheffield FC               | 0–7  | 800       |
| 9.12.  | Upton Park FC – Barnes FC                     | 1–0  | 1.500     |
| 9.12.  | Pilgrims FC – Panthers FC                     | 1–0  | 700       |
| 9.12.  | Royal Engineers AFC – Shropshire Wanderers FC | 3–0  | 2.112     |
| 14.12. | Oxford University AFC – 105th Regiment FC     | 6–1  | 1.204     |
| 16.12. | Cambridge University AFC – Clapham Rovers FC  | 2–1  | 1.200     |
| 16.12. | Rochester FC – Swifts FC                      | 1–0  | 750       |
| 16.12. | Wanderers FC – Southall FC                    | 6–0  | 3.721     |

### Tredje runde
Tredje runde blev spillet den 20. januar – 3. februar 1877 og havde deltagelse af de ti hold, der var gået videre fra tredje runde.
| Dato   | Kamp                                    | Res. | Tilskuere |
| ------ | --------------------------------------- | ---- | --------- |
| 20.1.  | Royal Engineers AFC – Sheffield FC      | 1–0  | 2.383     |
| 20.1.  | Wanderers FC – Pilgrims FC              | 1–0  | 4.000     |
| 24.1.  | Upton Park FC – Marlow FC               | 2–2  | 1.500     |
| 3.2.   | Cambridge University AFC – Rochester FC | 4–0  | 1.189     |
| –      | Oxford University AFC – Queen's Park FC | w.o. |           |
| Omkamp |                                         |      |           |
| 27.1.  | Upton Park FC – Marlow FC               | 1–0  | 1.500     |

### Kvartfinaler
Kvartfinalerne havde deltagelse af de fem hold, der gik videre fra tredje runde og blev afviklet i perioden 17. februar – 10. marts 1877. På grund af det ulige antal hold, var Wanderers FC oversidder i denne runde og gik derfor videre til semifinalerne uden kamp.
| Dato   | Kamp                                           | Res. | Tilskuere |
| ------ | ---------------------------------------------- | ---- | --------- |
| 17.2.  | Cambridge University AFC – Royal Engineers AFC | 1–0  | 1.200     |
| 24.2.  | Oxford University AFC – Upton Park FC          | 0–0  | 1.500     |
| Omkamp |                                                |      |           |
| 10.3.  | Oxford University AFC – Upton Park FC          | 1–0  | 1.500     |

### Semifinale
Semifinalerne havde deltagelse af de tre hold, der gik videre fra kvartfinalerne. På grund af det ulige antal hold, var Oxford University AFC oversidder i denne runde og gik derfor videre til finalen uden kamp.
| Dato  | Kamp                                    | Res. | Tilskuere | Spillested              |
| ----- | --------------------------------------- | ---- | --------- | ----------------------- |
| 20.3. | Wanderers FC – Cambridge University AFC | 1–0  | 4.000     | Kennington Oval, London |

### Finale
| Dato  | Kamp                                 | Res. | Tilskuere | Spillested              |
| ----- | ------------------------------------ | ---- | --------- | ----------------------- |
| 24.3. | Wanderers FC – Oxford University AFC | 2–1  | 3.000     | Kennington Oval, London |